# Macrotona securiformis
Macrotona securiformis är en insektsart som först beskrevs av Sjöstedt 1921.  Macrotona securiformis ingår i släktet Macrotona och familjen gräshoppor. Inga underarter finns listade i Catalogue of Life.

## Bildgalleri

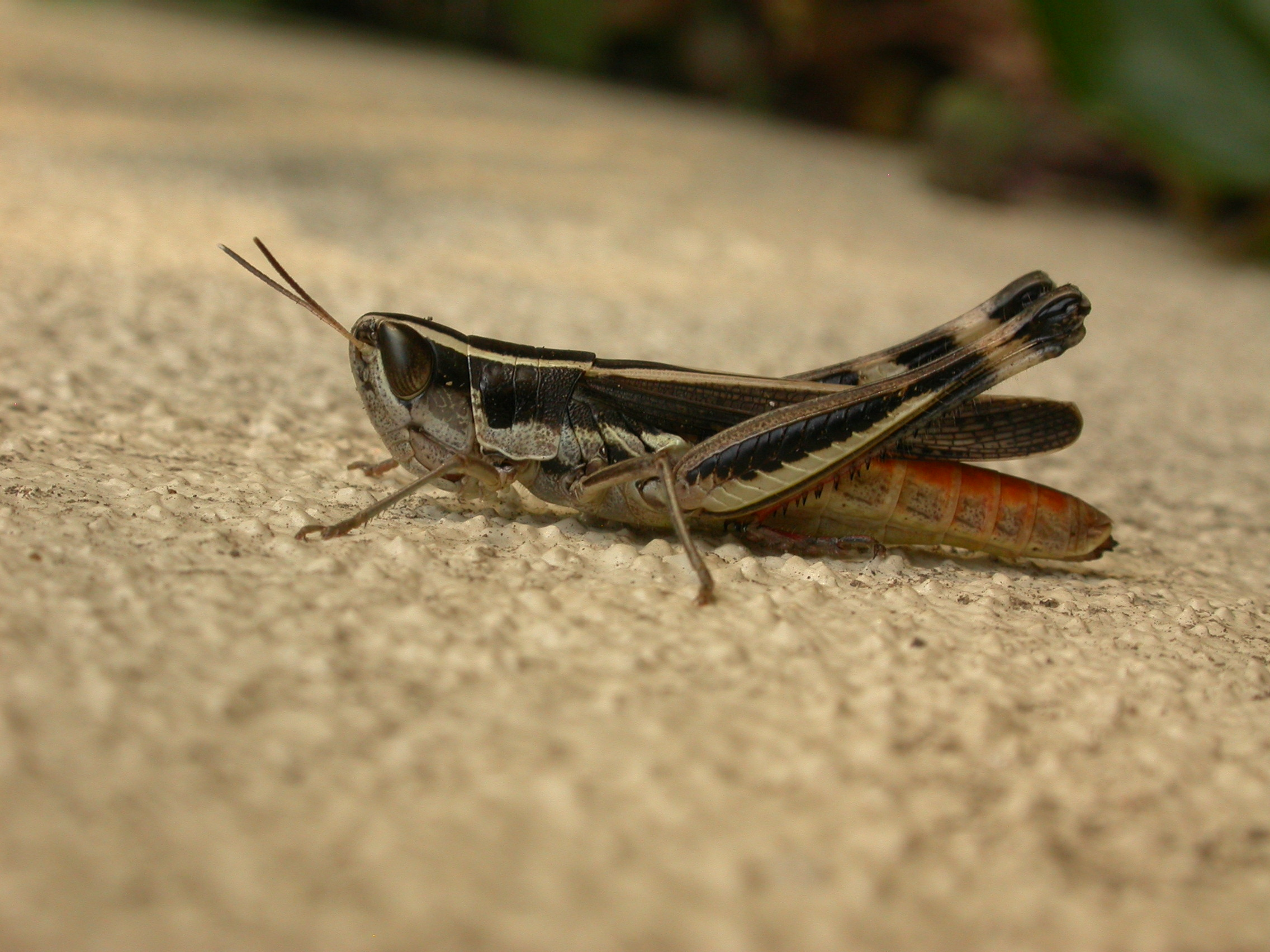